# 迪特曼斯里德
迪特曼斯里德是德国巴伐利亚州的一个市镇。总面积53.66平方公里，总人口7847人，其中男性3892人，女性3955人（2011年12月31日），人口密度146人/平方公里。